# Boris Angełow
Boris Angełow (bułg. Борис Ангелов, ur. 22 grudnia 1947 w Gornej Dżumaji) – bułgarski piłkarz występujący na pozycji obrońcy lub pomocnika, reprezentant Bułgarii w latach 1974–1978, trener piłkarski.

## Kariera klubowa
Jako zawodnik przez sześć sezonów związany był z Akademikiem Sofia. Ponadto występował również w Botewie Błagojewgrad, Lokomotiwie Sofia oraz austriackim WSV Alpine Donawitz. 

## Kariera reprezentacyjna
W latach 1974–1978 zaliczył 18 występóww  reprezentacji Bułgarii, jednak nie znalazł się w kadrze na Mistrzostwa Świata 1974.

## Kariera trenerska
Po zakończeniu kariery piłkarskiej rozpoczął pracę szkoleniową. Trenował kluby bułgarskie (m.in. Liteks Łowecz, Akademik Sofia, Beroe Stara Zagora, FK Swetkawicę, FK Sliwen, Bełasicę Petricz i Lokomotiw Sofia), ale także pracował w Austrii, Afryce i na Cyprze.
Był również związany z juniorskimi, młodzieżowymi i seniorskimi reprezentacjami Bułgarii; w listopadzie 2007 roku został selekcjonerem kadry U-19, a dwadzieścia lat wcześniej odpowiadał za dorosłą reprezentację. W latach 1988–1989 poprowadził drużynę narodową w dziewiętnastu meczach. W spotkaniach towarzyskich udało mu się m.in. pokonać 2:1 Holandię, jednak w eliminacjach do Mundialu 1990 zanotował dwie porażki (1:3 z Rumunią i 0:2 z Danią) i jeden remis (1:1 z Danią). W efekcie nie dokończył kwalifikacji i już po trzecim meczu został zwolniony i zastąpiony przez Iwana Wucowa. Mimo iż nie odniósł z kadrą sukcesu sportowego, to właśnie u niego debiutowali piłkarze, którzy w 1994 roku zdobędą IV miejsce na Mundialu: Trifon Iwanow, Ilian Kiriakow, Krasimir Bałykow i Emił Kostadinow.
Wiosną 2010 roku jako trener drugoligowego Czawdaru Etropole awansował do półfinału Pucharu Bułgarii.
Kilka tygodni później zastąpił Samira Seliminskiego na stanowisku trenera Akademiku Sofia, który właśnie wywalczył awans do bułgarskiej ekstraklasy. Jednak po trzech ligowych porażkach z rzędu Angełow stracił stanowisko na rzecz Słoweńca Đorđe Balicia. Sam pozostał w Akademiku jako szef klubowych skautów.